# 嵐山・東山1dayチケット
嵐山・東山1dayチケット（あらしやま・ひがしやま わんでい ちけっと）は、2019年3月まで京阪電気鉄道と、阪急電鉄・京福電気鉄道（嵐電）（阪急・嵐電は自社での発売無し）が共同で発行していた一日乗車券である。
この項目では類似の乗車券で、阪急電鉄などで2019年4月以降も季節限定で発売している「京都・嵐山1dayパス」についても併せて述べる。

## 嵐山・東山1dayチケット
京阪線沿線（大津線系統を除く）から京都東山・嵐山方面を訪れる乗客向けに、2019年3月まで通年発売していた
。利用日当日のみ有効。発売額は乗車駅により異なり、発売駅から伏見稲荷駅までの往復（往復区間は途中下車不可）と、京都東山・嵐山エリアの指定路線の乗り放題がセットになっていた。
エリア内では、以下の路線および区間が乗り降り自由であった。
| 事業者      | 路線名           | フリーエリア                        |
| ----------- | ---------------- | ----------------------------------- |
| 京阪        | 京阪本線・鴨東線 | 伏見稲荷駅 - 出町柳駅間             |
| 阪急        | 阪急京都線       | 京都河原町駅 - 桂駅間               |
| 阪急        | 阪急嵐山線       | 桂駅 - 阪急嵐山駅間（全線）         |
| 京福 (嵐電) | 嵐山本線         | 四条大宮駅 - 嵐電嵐山駅間（全線）   |
| 京福 (嵐電) | 北野線           | 帷子ノ辻駅 - 北野白梅町駅間（全線） |

## 京都・嵐山1dayパス
毎年、春季と秋季の季節限定で、阪急電鉄・嵐電・能勢電鉄・京都バス（京都バスは自社での発売無し）が共同で発行している一日乗車券である。磁気カード式の乗車券と、嵐山エリアで利用できるクーポンがセットとなっている。「嵐山・東山1dayチケット」と異なり、嵐山エリアの京都バスが利用可能である一方、京阪線は利用不可となっている。
フリーエリアは以下の通りである。阪急線内の特急列車は「京とれいん」を含め、特急料金は不要。
| 事業者      | フリーエリア                                                           |
| ----------- | ---------------------------------------------------------------------- |
| 阪急        | 阪急電車全線（神戸高速線を除く）                                       |
| 京福 (嵐電) | 嵐電全線                                                               |
| 京都バス    | 嵐山から大覚寺、清滝、苔寺・すず虫寺、嵯峨嵐山駅前、有栖川までの各路線 |

※能勢電鉄発売分は上記に加え、能勢電鉄全線（妙見の森ケーブル・妙見の森リフトを除く）もフリーエリアとなる。

### 発売額・発売箇所
- 阪急版（2020年現在）
  - 発売額 - 大人1.300円（小児用の設定は無し）
  - 発売箇所 - 阪急電車各駅（天神橋筋六丁目駅・神戸高速線を除く）と、嵐電の四条大宮駅・帷子ノ辻駅・北野白梅町駅・嵐山駅
- 能勢版（2020年現在）
  - 発売額 - 大人1.600円（小児用の設定は無し）
  - 発売箇所 - 能勢電車平野駅・山下駅と、川西能勢口駅ごあんないカウンター